# Rolsted
Rolsted is een plaats in de Deense regio Zuid-Denemarken, gemeente Faaborg-Midtfyn. De plaats telt 466 inwoners (2020).